# Tore Alespong
Tore Gustaf Alespong, född Andersson den 25 februari 1909 i Dynäs i Bollstabruk, död 25 augusti 1995, var en svensk arbetare och trumpetare, känd som den som med sin trumpet blåste eld upphör vid Ådalshändelserna 1931, vilket fick till följd att militärens eldgivning mot demonstranterna upphörde.

## Biografi
Tore Alespong var ett av åtta barn till sågverksarbetaren Oskar (1877–1944) och Sandra Andersson (1879–1960) och växte upp i en musicerande familj i Dynäs. Han arbetade som brädgårdsarbetare i Dynäs och gjorde värnplikt i Flottan. Han spelade på sin fritid från 1928 trumpet i dansbandet Kramfors Jazzkapell.
Alespong spelade i bland andra Randers orkester och Gudmundrå musikkår (senare Kramfors musikkår) i Kramfors. Han var dirigent för Sundsvalls Blåsorkester 1951–1953. Hans trumpet donerades av hans arvingar till Arbetarrörelsens arkiv och bibliotek.
Tore Alespong är gravsatt i minneslunden på Skogskyrkogården i Stockholm.

### Ådalshändelserna
Alespong deltog i ”Väja-Dynäs hornorkester” – för dagen som orkesterledare – Kristi himmelfärdsdagen den 14 maj 1931, då den marscherade efter fanorna i ett demonstrationståg från ett av Transportarbetareförbundets avdelning 40 i Lunde arrangerat protestmöte i Frånö Folkets hus. Deltagarna i tåget gick de sex kilometrarna till Lunde, där strejkbrytande stuvare från södra Sverige var inkvarterade. Bakgrunden till demonstrationen var den oro som uppstått i samband med lönesänkningar och strejker i Ådalen våren 1931 (Ådalenhändelserna). Framme i Lunde hejdades demonstrationståget av en militär ryttarpatrull på den östra vägen till samhället i backen ned mot dåvarande färjeläget vid Ångermanälven. Orkestern flyttade sig då ur tåget och fortsatte spela på en avsats vid Lunde Folkets hus alldeles bredvid vägen. Efter det att tumult uppstått, avlossade utkommenderade soldater från Sollefteå först lösa, och sedan skarpa gevärsskott från samma magasin samt skarpa skott från kulsprutegevär. Flera personer träffades, däribland den 20-åriga åskådaren Eira Söderberg från Svanö, som senare avled. Hon hade stått nära Tore Alespong. När denne förstod att militären sköt med skarpa skott, blåste han trumpetsignalen för Eld upphör på sin trumpet. Detta fick till följd att den beordrade eldgivningen omedelbart upphörde.
Ett ärende väcktes mot Tore Alespong för "missbruk av militär signal och olaga intrång". Med hjälp av advokaterna Arvid Rudling (1899–1984) och Georg Branting vid Georg Brantings advokatbyrå avskrevs ärendet.